# Azkoyen
Grupo Azkoyen S.A. es una empresa española que ofrece soluciones de pago, control de acceso y máquinas expendedoras que cotiza en la Bolsa de Madrid. La empresa, en 2022, contaba con 939 empleados y está presente en más de 60 países. La central de la empresa se encuentra en Peralta, Navarra.

## Historia
La empresa la fundó Luis Troyas Osés en 1945 como "Talleres Azkoyen". En 1956 se fabricó el primer dispensador mural Azkoyens, que dispensaba líquido para encendedores. A partir de 1959, Azkoyen vendió validadores de monedas a otros fabricantes de máquinas. En 1970 se culminó la formación del grupo y en 1980 comienza a cotizar en bolsa. La empresa comienza en 1990 su expansión exterior.

## Líneas de negocio
La empresa tiene tres líneas principales de negocio: sistemas de seguridad, máquinas expendedoras, medios de pago.